# Unterseeboot type U 43 (Allemagne)
Pour les articles homonymes, voir Unterseeboot type U 43.
Le Unterseeboot type U 43 est une classe de sous-marins (Unterseeboot) exploités par la marine impériale allemande (en allemand : Kaiserliche Marine) pendant la Première Guerre mondiale. 

## Conception
Les caractéristiques techniques du type U 43 étaient les suivantes :
- Déplacement : 725 tonnes en surface, 940 tonnes en immersion
- Longueur hors tout : 65,00 m (52,51 m pour la coque pressurisée)
- Maître-bau : 6,20 m (4,18 m pour la coque pressurisée)
- Tirant d'eau : 3,74 m
- Hauteur : 8,70 m
- Puissance : 2400 ch (1200 kW)
- Vitesse : 17,1 nœuds en surface, 9,1 nœuds en immersion
- Autonomie : 9400 milles marins à 8 nœuds en surface, 55 milles à 5 nœuds en immersion
- Armement :
  - 4 tubes lance-torpilles dont 2 tubes d’étrave et 2 d’étambot
  - 6 torpilles
  - Aucune mine
  - 1 canon de pont de 88 mm avec 276 coups
- Équipage : 36 hommes
- Profondeur maximale : environ 50 m[2]

## Membres de la classe U 43
- U-43
- U-44
- U-45
- U-46
- U-47
- U-48
- U-49
- U-50